# Culicoides perakensis
Culicoides perakensis är en tvåvingeart som beskrevs av Kitaoka 1983. Culicoides perakensis ingår i släktet Culicoides och familjen svidknott. Inga underarter finns listade i Catalogue of Life.